# Grand Prix automobile de Penya-Rhin 1950
Résultats du Grand Prix de Penya-Rhin 1950, couru sur le circuit de Pedralbes dans les rues de Barcelone le 29 octobre 1950. Ne comptant pas pour le championnat du monde, ce fut la dernière épreuve européenne de formule 1 de la saison.

## Coureurs inscrits
| no | Pilote                  | Écurie                    | Constructeur  | Châssis             | Moteur       |
| -- | ----------------------- | ------------------------- | ------------- | ------------------- | ------------ |
| 2  | Alberto Ascari          | Scuderia Ferrari          | Ferrari       | Ferrari 375 F1      | Ferrari V12  |
| 4  | Piero Taruffi           | Scuderia Ferrari          | Ferrari       | Ferrari 340         | Ferrari V12  |
| 6  | Dorino Serafini         | Scuderia Ferrari          | Ferrari       | Ferrari 375 F1      | Ferrari V12  |
| 8  | Reg Parnell             | British Racing Motors     | BRM           | BRM P15             | BRM V16s     |
| 10 | Peter Walker            | British Racing Motors     | BRM           | BRM P15             | BRM V16s     |
| 12 | Giovanni Bracco         | Scuderia Ferrari          | Ferrari       | Ferrari 125         | Ferrari V12s |
| 14 | Peter Whitehead         | Peter Whitehead           | Ferrari       | Ferrari 125         | Ferrari V12s |
| 16 | Luigi Chinetti          | Scuderia Ferrari          | Ferrari       | Ferrari 125         | Ferrari V12s |
| 18 | Louis Rosier            | Écurie Rosier             | Talbot-Lago   | Talbot-Lago T26C    | Talbot L6    |
| 20 | Philippe Étancelin      | Philippe Étancelin        | Talbot-Lago   | Talbot-Lago T26C    | Talbot L6    |
| 22 | Yves Giraud-Cabantous   | Yves Giraud-Cabantous     | Talbot-Lago   | Talbot-Lago T26C    | Talbot L6    |
| 24 | Henri Louveau           | Écurie Rosier             | Talbot-Lago   | Talbot-Lago T26C-GS | Talbot L6    |
| 26 | Johnny Claes            | Écurie Belge              | Talbot-Lago   | Talbot-Lago T26C    | Talbot L6    |
| 28 | Cézar Apezteguia        | Écurie France             | Talbot-Lago   | Talbot-Lago T26C    | Talbot L6    |
| 30 | Emmanuel de Graffenried | Enrico Platé              | Maserati      | Maserati 4CLT/48    | Maserati L4s |
| 32 | Prince Bira             | Enrico Platé              | Maserati      | Maserati 4CLT/48    | Maserati L4s |
| 34 | Louis Chiron            | Officine Alfieri Maserati | Maserati      | Maserati 4CLT/48    | Maserati L4s |
| 36 | Franco Rol              | Officine Alfieri Maserati | Maserati      | Maserati 4CLT/48    | Maserati L4s |
| 38 | David Murray            | Scuderia Ambrosiana       | Maserati      | Maserati 4CLT/48    | Maserati L4s |
| 40 | Felice Bonetto          | Scuderia Milan            | Maserati      | Maserati 4CLT/48    | Maserati L4s |
| 42 | Maurice Trintignant     | Équipe Gordini            | Simca-Gordini | Simca-Gordini T15   | Gordini L4s  |
| 44 | Robert Manzon           | Équipe Gordini            | Simca-Gordini | Simca-Gordini T15   | Gordini L4s  |
| 46 | André Simon             | Équipe Gordini            | Simca-Gordini | Simca-Gordini T15   | Gordini L4s  |
| 48 | Francisco Godia         | Scuderia Milan            | Maserati      | Maserati 4CLT/50    | Maserati L4s |
| 50 | Juan Jover              | Scuderia Milan            | Maserati      | Maserati 4CLT/48    | Maserati L4s |
| 52 | Georges Grignard        | Georges Grignard          | Talbot-Lago   | Talbot-Lago T26C    | Talbot L6    |
| 54 | Luigi Villoresi         | Scuderia Ferrari          | Ferrari       | Ferrari 125         | Ferrari V12s |

Notes :
- La Talbot no 24 sera principalement pilotée par Guy Mairesse, Louveau n'effectuant que quelques tours aux essais[3].
- Engagé sur la Talbot no 28 de l'Écurie France, le pilote espagnol Cézar Apezteguia n'a pu participer à l'épreuve, l'écurie ayant vendu la voiture[2].

## Grille de départ
| 1re ligne | Pos. 4                |                    | Pos. 3                    |                         | Pos. 2                       |                 | Pos. 1                     |
|           | Parnell BRM           |                    | P. Taruffi Ferrari        |                         | Serafini Ferrari             |                 | Ascari Ferrari 2:26.8      |
| 2e ligne  |                       | Pos. 7             |                           | Pos. 6                  |                              | Pos. 5          |                            |
|           |                       | Rosier Talbot-Lago |                           | De Graffenried Maserati |                              | Walker BRM      |                            |
| 3e ligne  | Pos. 11               |                    | Pos. 10                   |                         | Pos. 9                       |                 | Pos. 8                     |
|           | Étancelin Talbot-Lago |                    | Trintignant Simca-Gordini |                         | Rol Maserati                 |                 | Simon Simca-Gordini 2:39.0 |
| 4e ligne  |                       | Pos. 14            |                           | Pos. 13                 |                              | Pos. 12         |                            |
|           |                       | Jover Maserati     |                           | Godia Maserati          |                              | Chiron Maserati |                            |
| 5e ligne  | Pos. 18               |                    | Pos. 17                   |                         | Pos. 16                      |                 | Pos. 15                    |
|           | Manzon Simca-Gordini  |                    | Grignard Talbot-Lago      |                         | Giraud-Cabantous Talbot-Lago |                 | Bira Maserati              |
| 6e ligne  |                       | Pos. 21            |                           | Pos. 20                 |                              | Pos. 19         |                            |
|           |                       | Claes Talbot-Lago  |                           | Chinetti Ferrari        |                              | Murray Maserati |                            |
| 7e ligne  |                       |                    |                           |                         |                              |                 | Pos. 22                    |
|           |                       |                    |                           |                         |                              |                 | Mairesse Talbot-Lago       |

## Course

### Déroulement de l'épreuve
Les trois Ferrari prennent immédiatement la tête et ne seront jamais inquiétées. Menant du début à la fin, Ascari l'emporte facilement devant Serafini, Taruffi terminant troisième malgré un tête-à-queue. Sur la rapide BRM, Walker se maintient à la quatrième place en début de course, avant de se faire dépasser par la Gordini de Manzon, nettement moins puissante, au vingtième tour. La transmission mettra un terme à la performance du pilote marseillais.Walker ayant très tôt abandonné, c'est finalement Étancelin (Talbot) qui terminera premier des "non-Ferrari", à trois tours du vainqueur. La course fut endeuillée par l'accident de Rol, dont la Maserati (frein avant gauche bloqué) est sortie au quatrième tour. Le pilote est indemne, mais dans la foule uniquement séparée de la piste par un cordage, on compte trois morts et vingt-cinq blessés.

### Classement

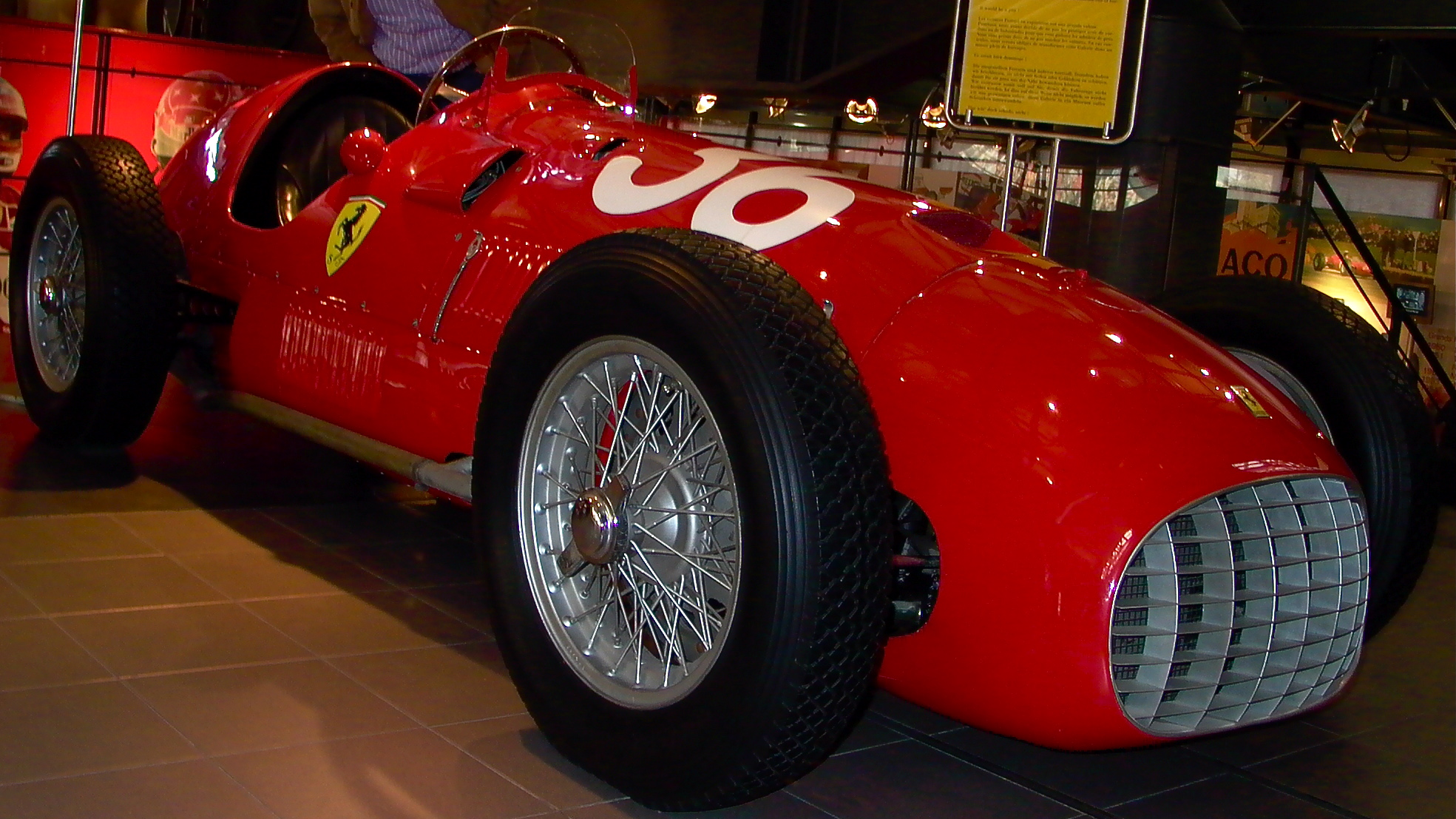
En l'absence d'Alfa Romeo dans cette épreuve hors championnat, premier succès pour la Ferrari 375 F1.

| Pos. | no | Pilote                  | Voiture       | Tours | Distance   | Temps/Abandon                    | Grille |
| ---- | -- | ----------------------- | ------------- | ----- | ---------- | -------------------------------- | ------ |
| 1    | 2  | Alberto Ascari          | Ferrari       | 50    | 315,800 km | 2 h 5 min 14 s 8                 | 1      |
| 2    | 6  | Dorino Serafini         | Ferrari       | 50    | 315,800 km | + 1 min 40 s 6                   | 2      |
| 3    | 4  | Piero Taruffi           | Ferrari       | 48    | 303,168 km | + 2 tours                        | 3      |
| 4    | 20 | Philippe Étancelin      | Talbot-Lago   | 47    | 296,852 km | + 3 tours                        | 11     |
| 5    | 30 | Emmanuel de Graffenried | Maserati      | 47    | 296,852 km | + 3 tours                        | 6      |
| 6    | 22 | Yves Giraud-Cabantous   | Talbot-Lago   | 46    | 290,536 km | + 4 tours                        | 16     |
| 7    | 52 | Georges Grignard        | Talbot-Lago   | 46    | 290,536 km | + 4 tours                        | 17     |
| 8    | 24 | Guy Mairesse            | Talbot-Lago   | 43    | 271,588 km | + 7 tours                        | 22     |
| 9    | 38 | David Murray            | Maserati      | 43    | 271,588 km | + 7 tours                        | 19     |
| 10   | 50 | Juan Jover              | Maserati      | 43    | 271,588 km | + 7 tours                        | 14     |
| Abd. | 44 | Robert Manzon           | Simca-Gordini | 34    | 214,744 km | transmission                     | 18     |
| Abd. | 10 | Peter Walker            | BRM           | 33    | 208,428 km | conduite d'huile                 | 5      |
| Abd. | 46 | André Simon             | Simca-Gordini | 31    | 195,796 km | transmission                     | 8      |
| Abd. | 48 | Francisco Godia         | Maserati      | 27    | 170,532 km | moteur                           | 13     |
| Abd. | 34 | Louis Chiron            | Maserati      | 19    | 120,004 km | transmission                     | 12     |
| Abd. | 26 | Johnny Claes            | Talbot-Lago   | 14    | 88,424 km  | bielle coulée                    | 21     |
| Abd. | 18 | Louis Rosier            | Talbot-Lago   | 10    | 63,160 km  | sortie de route                  | 7      |
| Abd. | 42 | Maurice Trintignant     | Simca-Gordini | 10    | 63,160 km  | transmission                     | 10     |
| Abd. | 32 | Prince Bira             | Maserati      | 10    | 63,160 km  | fuite d'huile                    | 15     |
| Abd. | 16 | Luigi Chinetti          | Ferrari       | 5     | 31,580 km  | allumage                         | 20     |
| Abd. | 36 | Franco Rol              | Maserati      | 3     | 18,948 km  | sortie de route                  | 9      |
| Abd. | 8  | Reg Parnell             | BRM           | 2     | 12,632 km  | compresseur                      | 4      |
| Np.  | 24 | Henri Louveau           | Talbot-Lago   |       |            | remplacé par Mairesse            | -      |
| Np.  | 12 | Giovanni Bracco         | Ferrari       |       |            |                                  | -      |
| Np.  | 14 | Peter Whitehead         | Ferrari       |       |            |                                  | -      |
| Np.  | 28 | Cézar Apezteguia        | Talbot-Lago   |       |            | voiture vendue                   | -      |
| Np.  | 40 | Felice Bonetto          | Maserati      |       |            |                                  | -      |
| Np.  | 54 | Luigi Villoresi         | Ferrari       |       |            | blessé au Grand Prix des Nations | -      |

Légende:
- Abd.= Abandon - Np.= Non partant

## Pole position et record du tour
- Pole Position :  Alberto Ascari en 2 min 26 s 8 (vitesse moyenne : 154,888 km/h).
- Tour le plus rapide :  Alberto Ascari en 2 min 25 s 1 (vitesse moyenne : 156,810 km/h)[6].

## Tours en tête
- Alberto Ascari : 50 tours (1-50)